# Amanlı
Amanlı är en ort i Azerbajdzjan.   Den ligger i distriktet Qax Rayonu, i den nordvästra delen av landet, 270 kilometer väster om huvudstaden Baku. Amanlı ligger 211 meter över havet och antalet invånare är 157.
Terrängen runt Amanlı är platt åt nordost, men åt sydväst är den kuperad. Närmaste större samhälle är Qax, 15,6 kilometer norr om Amanlı.
Trakten runt Amanlı består till största delen av jordbruksmark. Runt Amanlı är det ganska glesbefolkat, med 38 invånare per kvadratkilometer.